# Ofício Divino das Comunidades
Ofício Divino das Comunidades é uma modalidade de inculturação da Liturgia das Horas, que adapta a tradição litúrgica romana à realidade cultural e religiosa dos católicos brasileiros e latino-americanos.

## Origens
Desde a antiguidade os cristãos se reúnem para cantar os salmos durante algumas horas do dia. Este costume originou uma tradição litúrgica chamada Liturgia das Horas. Porém, durante vários séculos tal forma de oração foi obrigatória aos clérigos e afastou-se do uso comum dos fiéis. Durante a reforma litúrgica do Concílio Vaticano II, percebeu-se como oportuna a devolução deste costume a todos os membros da Igreja.
Porém, a versão oficial da oração dista-se muito da realidade latinoamericana. Na décade de 90, um grupo de liturgistas elaborou uma versão inculturada para uso das Comunidades Eclesiais de Base.O primeiro texto foi publicado em 1988.

## Estrutura do Ofício
O Ofício Divino é uma oração para ser rezada pelos católicos durante três momentos do dia: Ofício de Vigília, da Manhã e da Tarde. Cada hora é composta por uma oração invitatória, recordação da vida, hino, salmo, leitura breve, meditação silenciosa, preces, Pai-nosso e bênção. A estrutura da oração é cristocêntrica e ecumênica. É uma forma de oração cantada por ser um ofício de louvor.A referência bíblica dessa oração são os salmos.